# Mangal-Kāvya
Mangal-Kāvya (bengali : মঙ্গলকাব্য ; littéralement  « Poèmes de bénédiction ») est un groupe de textes religieux hindou-bengalis composés entre le treizième et le dix-huitième siècle. Ces écrits comportent notamment des récits de divinités indigènes du Bengale rural au Moyen Âge. Les Mangal-Kāvyas accordent souvent une importance à une divinité particulière fusionnée avec un dieu mythologique védique ou hindou. De plus, c'est le vers qui est le plus répandu dans ces textes.
Manasā Mangal, Chandī Mangal et Dharma Mangal, les trois principaux genres de la tradition Mangal-Kāvya ont pour thème respectifs la représentation de Manasa, Chandi et Dharmathakur, considérés comme les plus grandes divinités indigènes du Bengale. Il existe aussi des Mangal-Kāvyas mineurs nommés Shivāyana, Kālikā Mangal, Rāya Mangal, Shashtī Mangal, Sītalā Mangal et Kamalā Mangal, et d'autres.
La tradition Mangal-Kāvya est un archétype de la synthèse entre la culture védique et la culture populaire de l'Inde. Lila Ray précise : « Les mythes et légendes autochtones hérités des cultures indo-aryennes ont commencé à se mélanger et à se cristalliser autour de divinités populaires et de figures semi-mythologiques aux XIVe et XVe siècles. Une nouvelle cosmogonie se développa, différente de la tradition sanskrite mais ayant une affinité indéniable avec les hymnes cosmogoniques du Rigveda et le mythe polynésien de la création».

## Étymologie
Le terme de Mangal-Kāvya est une fusion des deux mots bengalis, Mangal (Bénédiction) et Kavya (Poèmes). La croyance voulait que l'écoute de ces poèmes apporte des avantages spirituels et matériels. Cependant, certains érudits du début de la période moderne aient essayé de découvrir une autre signification du mot Mangal qui était fréquemment employé dans la littérature bengalie médiévale, indépendamment de toute tradition désignée. Mais toutes ces spéculations sont désormais fermement écartées par la récente école des intellectuels.
1. Les écouter apporterait bienfaits spirituels et matériels ("mangal") [2].
2. Ils étaient chantés dans le raga Mangal.
3. Ils étaient lus dans des rituels s'étendant d'un « Mangalbar » (mardi) à l'autre.

## Poèmes
Les Mangalkavya sont dits pour décrire la grandeur de divinités hindoues particulières connues nommées "nimnokoti" (ce qui pourrait être traduit par inférieur) par les historiens, car elles étaient absentes ou sans importance dans la littérature hindoue classique comme les Vedas ou les Puranas. Ces divinités se fonde sur des dieux indigènes du Bengale (comme Manasa) assimilés à l'hindouisme régional. Ces divinités interagissent avec l'humanité et possèdent qualités et défauts humains (par exemple, l'envie).

## Construction
Les Mangalkavyas comptent quatre parties : le Vandana, le Raisonnement, le Devakhanda et le Narakhanda.

## Caractéristiques
Les mangals sont le plus souvent de forme similaire, mais de longueur variable. Ils sont rédigés, pour la plupart, dans le simple payar meter, une forme de couplet avec le schéma de rimes «aa bb», etc., considéré comme forme appropriée pour la littérature orale.

## Usage
Ils sont souvent récités lors des fêtes des divinités mentionnées dans le kavya. Les plus populaires sont chantés pour divertir le public du village en tant que Bhajans. Plusieurs variantes existent, les interprètes pouvant changer les couplets. La plupart sont écrits en distiques simples, utilisant des images en rapport avec la terre tirées d'objets simples comme des villages, des champs et des rivières .

## Effets
La propagation de Mangalkavya augmenta dans tout le Bengale vers la fin du XVIIIe siècle. Dans la ville de Majilpur, le nombre de mandirs de Shiva connut une forte augmentation après que la composition de ces poèmes dans les environs .

## Kavya
Les principaux Mangalkavyas comprennent Manasamangalkavya, Chandimangalkavya, Dharmamangalkavya et Annadamangalkavya, Manasamangal étant le plus célèbre. Il est considéré comme l'une des œuvres les plus importantes de la littérature bengali et les références aux histoires de Manasamangal abondent dans la littérature, même pendant l'époque contemporaine, en raison de leur valeur symbolique. Il existe aussi des Mangalkavyas mineurs.